# Leikanger
Leikanger er en tidligere kommune i Sogn og Fjordane fylke i Norge som fungerede som fylkets administrationscenter. Den ligger midtfjords i Sognefjorden og grænsede i vest til Balestrand og i nord og øst til Sogndal. Over fjorden i syd ligger Vik. Den 1. januar 2020 blev kommunerne Balestrand, Leikanger og Sogndal lagt sammen under navnet Sogndal.
Navnet kommer af norrønt Leikvangir (= legevolde), dvs. volde benyttet til lege og konkurrencer. 
Med kun 2.200 indbyggere og 700 statslige arbejdspladser er Leikanger det sted i Norge, der har flest bureaukrater pr indbygger.  Der kommer også flere, for mens fylkeskommunen fra 2020 får sit hovedsæde i Bergen, flytter fylkesmannen sit hovedkontor til Leikanger.